# Zračno-desantne enote Ruske federacije
Zračno-desantne enote Ruske federacije (VDV; rusko Воздушно-десантные войска Российской Федерации, ВДВ, latinizirano: Vozdušno-desantnije vojska Rossijskoj Federaciji, VDV, dob. 'Zračno-desantne enote Ruske federacije') so zračnodesantne enote Oboroženih sil Ruske federacije. Oblikovane so bile leta 1992 iz Zračno-desantnih enot ZSSR.
Enote zračno-desantnih enot tradicionalno nosijo nebeško modre baretke in modre črtaste telnjaške. Izraz "desantne" (rusko Десант) izhaja iz francoske besede Descente.
Zračno-desantne enote Ruske federacije uporabljajo širok nabor specializiranih vozil za zračnodesantno bojevanje in so polno mehanizirane. Tradicionano uporabljajo več težkega orožja od drugih zračnodesantnih enot.
Zračno-desantne enote se delijo na 7. gardno gorsko desantno-jurišno divizijo, 76. gardno gorsko desantno-jurišno divizijo, 98. zračno-desantno divizijo, 106. gardno zračno-desantno divizijo, 11. gardno desantno-jurišno brigado, 31. gardno desantno-jurišno brigado in 83. gardno desantno-jurišno brigado.